# IC 4370
IC 4370 је спирална галаксија у сазвјежђу Ловачки пси која се налази на листи објеката дубоког неба у Индекс каталогу.
Деклинација објекта је + 33° 20' 48" а ректасцензија 14h 4m 9,9s. Привидна величина (магнитуда) објекта IC 4370 износи 14,9 а фотографска магнитуда 15,8. IC 4370 је још познат и под ознакама MCG 6-31-60, CGCG 191-46, HCG 70D, PGC 50138.